# Mujer de Amcotts Moor
Se conoce como mujer de Amcotts Moor a un cuerpo descubierto en 1747 en un pantano cercano a Amcotts, Lincolnshire, Inglaterra. Como no fue bien conservada ni investigada en el momento de su hallazgo, solo su zapato izquierdo se ha mantenido.

## Descubrimiento
En el verano de 1747, un recolector de turba desenterró el cuerpo de una mujer aproximadamente a seis pies (1,80 m) de profundidad. El hombre huyó despavorido cuando su pala golpeó un zapato con los restos de un pie humano en su interior. En octubre, el doctor George Stovin, después de enterarse del descubrimiento, se dispuso con su equipo a terminar la exhumación. El doctor Stovin concluyó que el cuerpo de la mujer estaba doblado, de manera que su cabeza y pies casi se tocaban (originalmente, debió ser depositada sentada en el pantano). Stovin describió la piel coriácea del cadáver como fuerte. Con el cuerpo, se encontraron un par de zapatos, uno de los cuales sufrió menoscabo por la pala de su descubridor. Se dijo que las sandalias de cuero tenían un color rojizo y eran flexibles. El estilo es típico de finales de la época romana. Los huesos de los pies de la mujer fueron encontrados dentro, así como los huesos de los brazos y muslos estaban dentro de la piel. Sin embargo, se describió que las manos y uñas estaban perfectamente conservadas, pero por desgracia, ya habían sido perdidas cuando fue enviada para su estudio a la Royal Society de Londres.